# Simon Cruz
Simon Cruz (26 luglio 1979) è un cantante svedese, famoso per essere stato il frontman del gruppo musicale sleaze metal Crashdïet dopo la prematura scomparsa di Dave Lepard e l’uscita dal gruppo dopo appena due anni del cantante H. Olliver Twisted.

## Discografia

### Con i Crashdïet
- 2010 – Generation Wild
- 2013 – The Savage Playground